# NMUR2
NMUR2 (англ. Neuromedin U receptor 2) – білок, який кодується однойменним геном, розташованим у людей на короткому плечі 5-ї хромосоми. Довжина поліпептидного ланцюга білка становить 415 амінокислот, а молекулярна маса — 47 696.
| 10         |  | 20         |  | 30         |  | 40         |  | 50         |
| ---------- |  | ---------- |  | ---------- |  | ---------- |  | ---------- |
| MSGMEKLQNA |  | SWIYQQKLED |  | PFQKHLNSTE |  | EYLAFLCGPR |  | RSHFFLPVSV |
| VYVPIFVVGV |  | IGNVLVCLVI |  | LQHQAMKTPT |  | NYYLFSLAVS |  | DLLVLLLGMP |
| LEVYEMWRNY |  | PFLFGPVGCY |  | FKTALFETVC |  | FASILSITTV |  | SVERYVAILH |
| PFRAKLQSTR |  | RRALRILGIV |  | WGFSVLFSLP |  | NTSIHGIKFH |  | YFPNGSLVPG |
| SATCTVIKPM |  | WIYNFIIQVT |  | SFLFYLLPMT |  | VISVLYYLMA |  | LRLKKDKSLE |
| ADEGNANIQR |  | PCRKSVNKML |  | FVLVLVFAIC |  | WAPFHIDRLF |  | FSFVEEWSES |
| LAAVFNLVHV |  | VSGVFFYLSS |  | AVNPIIYNLL |  | SRRFQAAFQN |  | VISSFHKQWH |
| SQHDPQLPPA |  | QRNIFLTECH |  | FVELTEDIGP |  | QFPCQSSMHN |  | SHLPAALSSE |
| QMSRTNYQSF |  | HFNKT      |  |            |  |            |  |            |

A: Аланін

C: Цистеїн

D: Аспарагінова кислота

E: Глутамінова кислота

F: Фенілаланін

G: Гліцин

H: Гістидин

I: Ізолейцин

K: Лізин

L: Лейцин

M: Метіонін

N: Аспарагін

P: Пролін

Q: Глутамін

R: Аргінін

S: Серин

T: Треонін

V: Валін

W: Триптофан

Кодований геном білок за функціями належить до рецепторів, g-білокспряжених рецепторів, білків внутрішньоклітинного сигналінгу. 
Задіяний у такому біологічному процесі, як поліморфізм. 
Локалізований у клітинній мембрані, мембрані.